# Oplerclanis rhadamistus
Oplerclanis rhadamistus là một loài bướm đêm thuộc họ Sphingidae. Loài này có ở khu vực rừng đất thấp và rừng gỗ lớn từ Senegal tới Angola, Congo và phía tây Uganda.
Chiều dài cánh trước là 27–30 mm đối với con đực.